# Winthrop (Arkansas)
Pour les articles homonymes, voir Winthrop.
Winthrop est une localité du comté de Little River dans l'État de l'Arkansas, aux États-Unis. Sa population est de 186 habitants en 2000.
Malgré sa petite taille, on y trouve la tombe de Augustin Sonnet, académicien franco-américain mort en 1824.

## Démographie
| 1920 | 1930 | 1940 | 1950 | 1960 | 1970 |
| ---- | ---- | ---- | ---- | ---- | ---- |
| 250  | 331  | 336  | 284  | 225  | 240  |

| 1980 | 1990 | 2000 | 2010 | - | - |
| ---- | ---- | ---- | ---- | - | - |
| 238  | 227  | 186  | 192  | - | - |